# Crazy Crazy Nights
«Crazy Crazy Nights» es una canción de la banda estadounidense de rock Kiss, incluida en su decimocuarto álbum de estudio, Crazy Nights (1987). Sus compositores fueron el guitarrista y vocalista del grupo, Paul Stanley y su colaborador Adam Mitchell, mientras que Ron Nevison fungió como productor. El tema, con un sonido pop y orientado al hair metal, contó con la participación de Tom Kelly en los coros y Phil Ashley, Stanley y el guitarrista Bruce Kulick como teclistas.
Mercury Records la publicó el 18 de agosto de 1987 como primer sencillo del disco y se convirtió en uno de sus mayores éxitos comerciales en el Reino Unido al llegar a la cuarta posición del UK Singles Chart y recibir una certificación de disco de oro de la Industria Fonográfica Británica (BPI). Además también logró ubicarse entre los diez primeros en las listas de países como Noruega e Irlanda, sin embargo, su acogida en los Estados Unidos fue mucho más discreta y únicamente llegó al puesto 65 del Billboard Hot 100, la peor desde «Lick It Up» (1983). En cuanto a la opinión de la crítica, dividió a los expertos, aunque los lectores de la revista Classic Rock la seleccionaron como una de las treinta mejores del repertorio de la agrupación. Su vídeo musical lo dirigieron Jean Pellerin y Doug Freel en el Gran Auditorio Olímpico de Los Ángeles y muestra al cuarteto durante una actuación. Tras su lanzamiento, el conjunto la tocó en directo con regularidad hasta el fallecimiento del batería Eric Carr en 1991, aunque regresaría a su repertorio en 2010.

## Trasfondo
Kiss, en especial el bajista Gene Simmons y el guitarrista Paul Stanley, conoció al compositor Adam Mitchell en 1982 a través del productor Michael James Jackson en el momento de trabajar en su recopilatorio Killers. El álbum de estudio que le había precedido, Music from "The Elder" (1981), había sido un fracaso comercial y la discográfica PolyGram exigió a la banda que grabara canciones de hard rock para su inclusión en un disco de grandes éxitos para satisfacer al mercado internacional. Mitchell, que había compuesto para artistas como Nicolette Larson y Olivia Newton-John, se reunió con Stanley y Simmons en su casa de Hollywood Hills y junto con el guitarrista escribió dos de los nuevos temas de Killers: «I'm a Legend Tonight» y «Partners in Crime». Stanley quedó satisfecho con la colaboración y volvió a recurrir a él para componer tres de las pistas de su siguiente trabajo, Creatures of the Night (1982), en el que Mitchell además participó como guitarrista.

## Composición y grabación

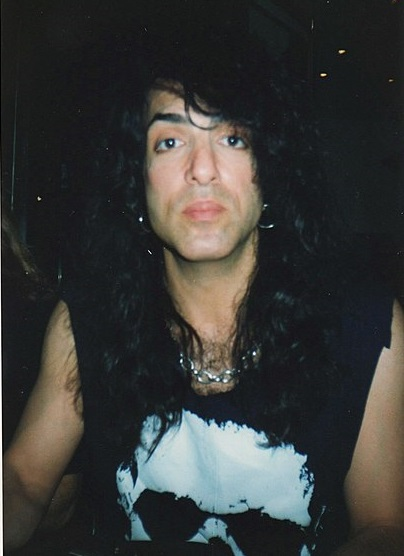
Paul Stanley, en la imagen, la compuso junto a Adam Mitchell.

Hacia 1987 el grupo estaba compuesto por Stanley, Simmons, el batería Eric Carr y el guitarrista Bruce Kulick, sus integrantes habían abandonado su característico maquillaje, llevaban dos años sin publicar un álbum y Stanley se había posicionado como líder creativo debido al interés de Simmons por su carrera como actor. Por esa época, el guitarrista tuvo un encuentro con Mitchell y le remarcó que «Crazy Crazy Nights» sería un buen título para una canción y tras volver a casa y componer el estribillo recibió la visita de su socio a la mañana siguiente para terminarla. El dúo compuso algunos temas más y posteriormente grabó sus maquetas en los estudios Electric Lady de Nueva York.
En sus últimos discos, Stanley había ejercido la labor de producción, sin embargo, para Crazy Nights, la banda decidió contratar a un productor experimentado como Ron Nevison con el objetivo de conseguir un trabajo más comercial. Tras recibir las maquetas, Nevison se reunió con el conjunto en los estudios One On One de California, en marzo de 1987, para comenzar la grabación. El productor, que venía de trabajar con Heart y Ozzy Osbourne, decidió incorporar de manera prominente pistas de teclado interpretadas por Phil Ashley e incluso por Stanley y Kulick. Respecto al resto de la instrumentación, Simmons grabó las partes de bajo, cuando en otros sencillos había sido reemplazado por otro miembro o algún músico de sesión. En cuanto a la batería de Eric Carr, Kulick escribió que «destaca bastante bien, aunque no de la manera tan heavy de los discos previos». El guitarrista además remarcó que unas de sus técnicas favoritas de Nevison era «la de tener a la guitarra líder a la altura de la voz principal» y empleó en la grabación una ESP con un puente Floyd Rose. Nevison también llevó a la grabación al vocalista Tom Kelly, con el que había trabajado en Bad Animals de Heart para que realizara los coros.
Tras escuchar la versión final, Mitchell quedó decepcionado, ya que en su opinión no reflejaba lo que habían hecho en la maqueta: «Cuando hicimos los coros sonaban descomunales. Eran la parte más importante de la canción. En el momento en el que Ron realizó la mezcla “a su manera” los coros dejaron de ser relevantes. Nunca sentí que fuera el productor apropiado para Kiss. “Crazy Crazy Nights” resultó ser demasiado calculada, sin la energía de la versión original. Habíamos compuesto un himno... Pero en el disco no sonaba como tal». Por su parte, Stanley declaró que «es realmente buena, aunque no soy un gran defensor de su sonido en el álbum. Hay algunas pistas [de Crazy Nights] que creo que son pura basura, pero “Crazy Crazy Nights” no es una de ellas».
En cuanto su sonido, el escritor Brett Weiss la calificó como «un himno pop en el que Paul Stanley asegura a los oyentes que a pesar de los contratiempos, las frustraciones y los detractores, todo es genial», además apuntó que «tiene más en común con el hair metal de aquellos días como Bon Jovi y Def Leppard, que con el Kiss original». El periodista Chuck Klosterman relató que «si la escuchas, da a entender que la gente está tratando de detener nuestro gusto por Kiss» y de hecho, en su letra el vocalista canta «They try to tell us that we don’t belong/But that’s alright, we’re millions strong/You are my people/You are my crowd/This is our music/We love it loud» —en español: «Ellos tratan de decirnos que no pertenecemos/Pero eso está bien, somos millones/Vosotros sois mi gente/Vosotros sois mi público/Esta es nuestra música/Nos gusta el ruido»—. Mitchell consideró que la letra «realmente trata de esa sensación de estar en el estadio y el ambiente del estadio» y destacó que toda ella utiliza verbos en presente excepto en la línea en la que Stanley canta que «nadie le cambiará». Respecto a su estructura, está compuesta en una tonalidad de sol mayor y con un tempo de 122 pulsaciones por minuto.

## Lanzamiento
«Crazy Crazy Nights» salió a la venta el 18 de agosto de 1987 como el primer sencillo de Crazy Nights y fue la primera canción de Kiss editada en CD en los Estados Unidos. En el Reino Unido, Vertigo Records la publicó en un vinilo de doce pulgadas junto a «No, No, No», «Heaven's on Fire» y «Tears Are Falling» para la versión picture disc y con «No, No, No», «Lick It Up» y «Uh! All Night» para la versión estándar. Por otra parte, el formato publicado en la mayoría de los mercados fue el vinilo de siete pulgadas con el tema «No, No, No» como lado B.

## Recepción

### Comercial
«Crazy Crazy Nights» únicamente llegó al puesto 65 del Billboard Hot 100, el peor para un sencillo de la banda desde «Lick It Up» (1983). Debido a su baja recepción comercial, la discográfica editó la balada «Reason to Live», que tuvo un mejor desempeño y una mayor difusión en la cadena Mtv. Por su parte, en el Reino Unido, «Crazy Crazy Nights» supuso uno de los mayores éxitos del grupo al subir al número cuatro del UK Singles Chart. En el archipiélago, Kiss no habían cosechado la fama que disfrutaban en su país de origen y hasta entonces ninguno de sus sencillos había alcanzado el top 30, ni siquiera «I Was Made for Lovin' You» (1979), que había llegado a las primeras posiciones de varias naciones europeas. En 2019, recibió además una certificación de disco de plata otorgado por la BPI por la venta de 200 000 copias en el Reino Unido y en 2025 obtuvo el de oro por vender 400 000. La canción también tuvo una buena acogida en Noruega al llegar al séptimo puesto, el mejor desde el cuarto conseguido por «Shandi», y en Irlanda, donde ascendió hasta el número nueve. Por su parte, también logró emplazarse entre los cuarenta sencillos más vendidos en Países Bajos y Bélgica, y subió hasta la posición cuarenta y tres del European Hot 100 Singles.

### Crítica
Tras su publicación, dividió a la crítica especializada. Paul Elliott de Classic Rock alegó que «se compuso prácticamente sola» y que «su energético vibración y su obvio atractivo fueron lo que la convirtieron en un éxito en el Reino Unido», además la posicionó como la segunda pista de los años en los que Kiss no utilizó su característico maquillaje. Bill Coleman de Billboard la consideró como «afilado pop/rock con poderosas guitarras concedidas por la dirección contemporánea de Ron Nevison». Joan Singlá, de la edición española de Metal Hammer, la catalogó como «himno» y «el tema más característicamente Kiss de todos los contenidos [en el álbum]». Greg Prato del sitio web Allmusic la llamó «mediocre» y declaró que «la banda simplemente trataba recrear los éxitos de aquellos momentos de Bon Jovi, Def Leppard, etc». Brian Bonet, del periódico The Michigan Daily escribió que es «un suave y delicado himno» y señaló que «las letras son tan ridículamente pomposas, que evocan imágenes de Spinal Tap». Martin Kielty de Ultimate Classic Rock la definió como «solo una canción de cualquier grupo de la época y eso no era lo que esperaban los aficionados de Kiss. Todo suena limpio, claro y pop, pero no suena como Kiss». Por su parte, un crítico de The Boston Globe destacó que con su letra «el conjunto trata de robarle su público a Mötley Crüe» y que «después de 15 años, todavía son expertos y componer auténtico y visceral heavy metal». En 2019, los lectores de la revista Classic Rock lo escogieron como su vigésimo octavo mejor tema y los redactores la calificaron como «un “Rock and Roll All Nite” con delirio persecutorio».

## Vídeo musical
El vídeo musical de «Crazy Crazy Nights» lo dirigieron Jean Pellerin y Doug Freel en el Gran Auditorio Olímpico de Los Ángeles el 8 de agosto de 1987. Su filmación acabó por convertirse es un mini-concierto, durante el cual la banda interpretó «Cold Gin», «Lick It Up» y «Detroit Rock City» ante una audiencia que había podido acudir tras conseguir entradas gratuitas a través de la emisora de radio KNAC. A lo largo de la cinta, puede verse a Paul Stanley tocando distintos modelos de guitarra en las diferentes tomas, una práctica frecuente en los vídeo del grupo, aunque Bruce Kulick solo empleó una B. C. Rich Gunslinger. Su estreno en televisión tuvo lugar el 12 de septiembre en el programa Headbangers Ball de MTV y se mantuvo en la programación de la cadena apenas un mes, antes del comienzo de la gira Crazy Nights Tour, a mediados de 1987.

## Presentaciones en directo

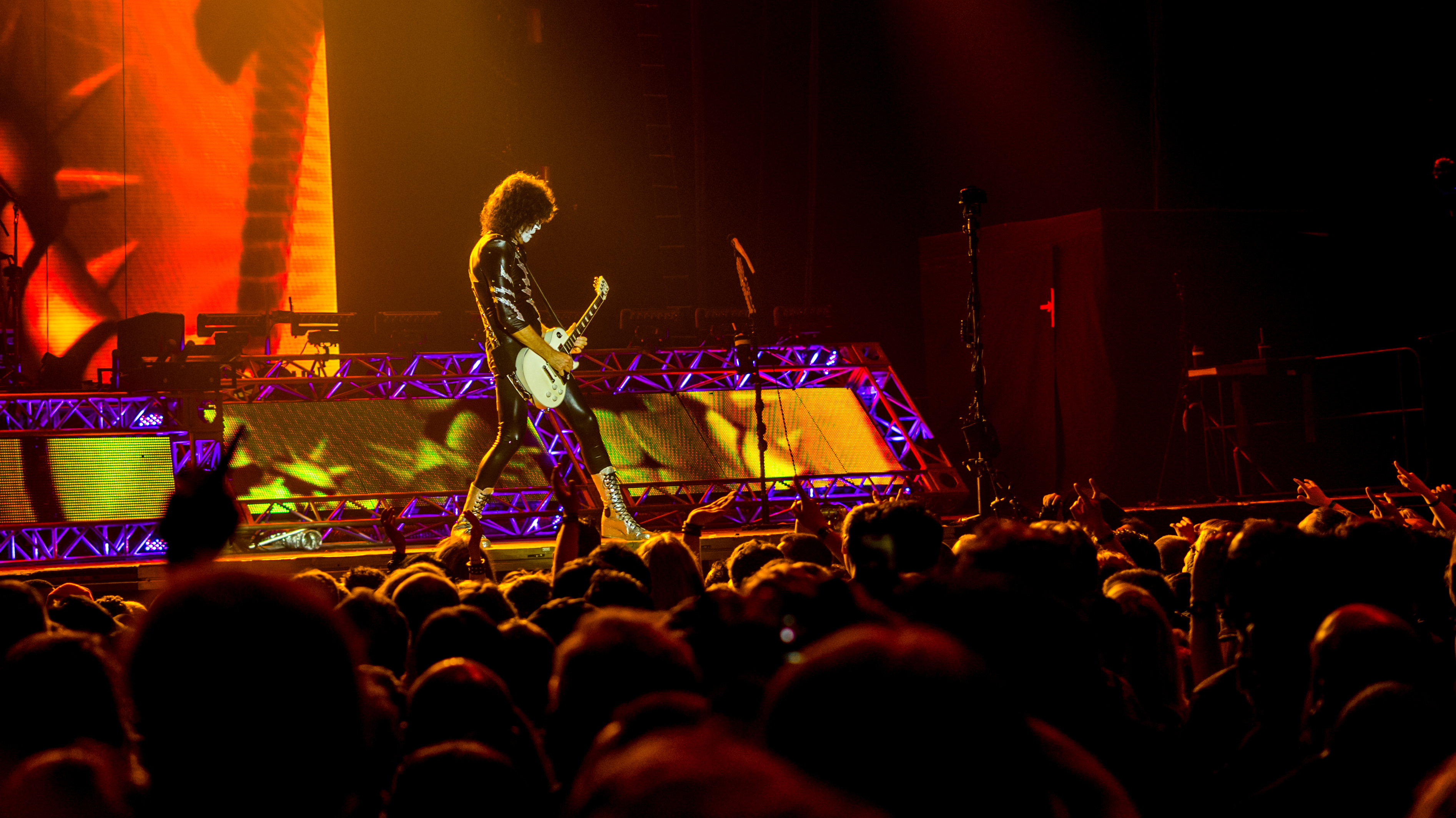
Tommy Thayer interpretándola en Londres, en mayo de 2017.

Kiss interpretó «Crazy Crazy Nights» en el primer concierto de la Crazy Nights Tour, el 14 de noviembre de 1987, en Florida y estuvo presente en todas las demás fechas de la gira. Por aquella época, el conjunto había integrado al teclista Gary Corbett en sus actuaciones en directo y que en opinión de Bruce Kulick «dado que Ozzy [Osbourne] y otros utilizaban a teclistas, eso ya no era ningún tabú». Debido al éxito del sencillo en el Reino Unido, la banda grabó una actuación con los instrumentos pregrabados para su retransmisión en el programa televisivo Top of the Pops y participó en el festival Monsters of Rock de Donington ante más de 95 000 personas. La canción permaneció en su siguiente gira, Hot in the Shade Tour, aunque tras su finalización y la posterior reunión de la formación original —Simmons, Stanley, Ace Frehley y Peter Criss— el grupo no la volvería a tocar hasta dos décadas más tarde, en la Sonic Boom Over Europe Tour de 2010, con Eric Singer y Tommy Thayer, batería y guitarrista, respectivamente. Desde entonces, Kiss la tocó regularmente, principalmente en sus visitas al Reino Unido.

## Créditos
| - Paul Stanley - guitarra, voz, teclado - Bruce Kulick - guitarra, teclado - Gene Simmons - bajo - Eric Carr - batería - Phil Ashley - teclado - Tom Kelly - coros | - Ron Nevison - producción musical, ingeniería - Ted Jensen - masterización - Jeff Poe, Toby Wright y Julian Stoll - ingeniería |

Fuente: Allmusic.

## Posición en las listas
| País/continente | Lista                             | Mejor posición | Ref.   |
| --------------- | --------------------------------- | -------------- | ------ |
| Bélgica         | Ultratop 50                       | 31             | [ 33 ] |
| Estados Unidos  | Billboard Hot 100                 | 65             | [ 26 ] |
| Estados Unidos  | Billboard Mainstream Rock Airplay | 37             | [ 49 ] |
| Europa          | European Hot 100 Singles          | 43             | [ 34 ] |
| Irlanda         | Irish Singles Chart               | 9              | [ 31 ] |
| Noruega         | Topp 20 Låt                       | 7              | [ 21 ] |
| Países Bajos    | Single Top 100                    | 28             | [ 32 ] |
| Países Bajos    | Nederlandse Top 40                | 35             | [ 50 ] |
| Reino Unido     | UK Singles Chart                  | 4              | [ 28 ] |

| País        | Lista            | Mejor posición | Ref.   |
| ----------- | ---------------- | -------------- | ------ |
| Reino Unido | UK Singles Chart | 91             | [ 51 ] |

## Certificación
| País        | Certificación | Ventas  | Ref.   |
| ----------- | ------------- | ------- | ------ |
| Reino Unido | Oro           | 400 000 | [ 30 ] |